# Orliniec (Dubeninki)
Orliniec (deutsch Adlersfelde) ist eine kleine Siedlung (polnisch: Osada) in der polnischen Woiwodschaft Ermland-Masuren, die zur Landgemeinde Dubeninki (Dubeningken, 1938 bis 1945 Dubeningen) im Kreis Gołdap (Goldap) gehört.

## Geographische Lage
Orliniec liegt im Nordosten der Woiwodschaft Ermland-Masuren östlich der Kreisstadt Gołdapb (Goldap) am Südufer des Jezioro Pobłędzie (Zoll-See). Die einstige deutsch-polnische Grenze war nur 600 Meter vom Ortszentrum entfernt.

## Geschichte
Die Gründung des Ortes Adlersfelde erfolgte am 23. September 1841. Zentrum des Ortes war ein Gut. Am 18. März 1874 wurde der Ort Sitz und namensgebend für einen neu errichteten Amtsbezirk, der zum Kreis Goldap im Regierungsbezirk Gumbinnen der preußischen Provinz Ostpreußen gehörte. Im Jahre 1910 waren im Gutsbezirk 37  Adlersfelde 37 Einwohner gemeldet.
Am 30. September 1928 gab Adlersfelde seine Eigenständigkeit auf und in die Landgemeinde Gollubien (1938 bis 1945 in „Unterfelde“ umbenannt, polnisch: Golubie, heute nicht mehr existent) eingegliedert. Am 25. Juli 1938 erhielt der Amtsbezirk Adlersfelde die Umbenennung in „Amtsbezirk Unterfelde“, die mit der Umverlegung des Amtssitzes verbunden war.
Mit dem gesamten südlichen Ostpreußen wurde Adlersfelde 1945 in Kriegsfolge nach Polen überstellt. Seither heißt die als Siedlung eingestufte Ortschaft „Orliniec“. Sie ist der Gmina Dubeninki im Powiat Gołdapski zugeordnet. Gehörte sie zwischen 1975 und 1998 zur Woiwodschaft Suwałki, so liegt sie nun in der Woiwodschaft Ermland-Masuren.

### Amtsbezirk Adlersfelde (1874–1938)
| Name                                | Änderungsname 1938–1945 | Polnischer Name | Bemerkungen                      |
| ----------------------------------- | ----------------------- | --------------- | -------------------------------- |
| Adlersfelde                         |                         | Orliniec        | 1928 nach Gollubien eingemeindet |
| Dagutschen                          | Zapfengrund             | Degucie         |                                  |
| Gollubien                           | Unterfelde              | Golubie         |                                  |
| Keppurdeggen                        | Kühlberg                | Łysogóra        |                                  |
| Kögskehmen                          | Keckskeim               | Kiekskiejmy     |                                  |
| Lengupchen                          | Lengenfließ             | Lenkupie        |                                  |
| Pabbeln                             |                         | Wobały          |                                  |
| Pablindszen 1936–1938: Pablindschen | Zollteich               | Pobłędzie       |                                  |
| Skaisgirren                         | Hellerau (Ostpr.)       | Skajzgiry       |                                  |

## Religionen
Mehrheitlich war die Bevölkerung Adlersfeldes vor 1945 evangelischer Konfession. Das Dorf war in das Kirchspiel der Kirche Szittkehmen eingepfarrt, die zum Kirchenkreis Goldap in der Kirchenprovinz Ostpreußen der Kirche der Altpreußischen Union gehörte. Die wenigen Katholiken waren zu ihrer Pfarrkirche in Goldap orientiert, die zum Bistum Ermland gehörte. 
Seit 1945 sind die kirchlichen Verhältnisse geändert: die überwiegend katholische Einwohnerschaft Orliniec' nutzt nun einst evangelische Kirche in Żytkiejmy als Pfarrkirche, die jetzt zum Dekanat Gołdap im Bistum Ełk der Katholischen Kirche in Polen gehört. Evangelische Kirchenglieder sind jetzt in die Kirchengemeinde in Gołdap eingegliedert, einer Filialgemeinde der Pfarrei Suwałki in der Diözese Masuren der Evangelisch-lutherischen Kirche in Polen.

## Verkehr
Die kleine Siedlung Orliniec befindet sich ein wenig abgelegen an einer Nebenstraße, die nach Kramnik führt und von der Straße Żytkiejmy–Skajzgiry↔Błąkały abzweigt. 
Eine Bahnanbindung besteht seit 1945 nicht mehr, als die auch „Kaiserbahn“ genannte Bahnstrecke Goldap–Szittkehmen mit der nächstgelegenen Bahnstation in Gollubien (Unterfelde) außer Betrieb gestellt wurde.